# デッドボールP
デッドボールP（デッドボールピー、デッドボールパイパンとも、DEADBALL P、1985年2月23日 - ）は、日本のミュージシャン。略称はデP。音系同人サークル「5/4TAKEPOD」を主宰しており槇タケポン（まきタケポン）という名義も使用する。また、かつての日本ファルコム在籍時は「竹下遼」名義で活動していた。

## 解説
音楽は、ピアノを子どもの頃から行い、中学1年生のときに父親が買ったヤマハのミュージックシーケンサーQY70に触れたことをきっかけにDTMをはじめ、自作のMIDIをウェブサイトで発表するようになる。MIDIのウェブサイトでの活動を中学3年ごろまで続けた後、高校1年の頃にゲーム『Kanon』にはまったことをきっかけに同人音楽での活動を始める。同人音楽での活動を続けながら、高校、大学ではバンド活動も行った。大学時代に所属したバンドサークルは2年生のときに辞めたものの、その後自作の曲を聞いた友人からプロになれるのではと言われたことから、音楽のプロを志すようになり、ゲーム音楽が好きだったことからゲーム会社に応募、大学3年の頃から日本ファルコムのサウンドスタッフチームFalcom Sound Team jdkのメンバーとして活動を行った。日本ファルコムには2005年から2007年にかけて在籍していた。
2007年9月、友人にすすめられて動画投稿サイトニコニコ動画を見始め、そこで見た音声合成ソフト初音ミクの流行現象に惹かれ、初音ミクを購入し、自作の曲をニコニコ動画で発表するようになる。こうした社外活動が禁止されていたため、会社は辞めることとなる。初音ミクを使うようになる以前はインスト曲を中心に作っていたと言い、初音ミクを使うようになってからは「歌として成立するメロディ」を意識して作るようになり、歌詞の重要性をある程度理解できたとしている。デッドボールPは曲のメロディラインやアレンジに対する評価のみならず直接的な下ネタを含んだ内容の歌詞でも話題を呼んでおり、デッドボールPという名前についても、そうした内容の歌に対し「直球というよりデッドボール」というコメントを書き込まれたことが由来となっている。2008年1月17日にはニコニコ動画に投稿されていた「私は人間じゃないから。」、「既成事実」などの楽曲の動画が、公序良俗に反する歌詞を含むことによるVOCALOIDソフト使用許諾契約の違反として初音ミク販売元のクリプトン・フューチャー・メディアの要請によりニコニコ動画から削除されるに至っている。この一件は歌う音源としての初音ミクのあり方に対しての議論が活発化するきっかけにもなった。なお、このとき削除された楽曲については後に修正版を再投稿している。
2009年5月には動画投稿サイトで発表した楽曲を収録したアルバム『EXIT TUNES PRESENTS THE VERY BEST OF デッドボールP loves 初音ミク』をリリース、このアルバムでは過激な歌詞で話題を呼んだ楽曲の無修正での収録が実現している。
ニコニコ動画での楽曲発表の他に、ライブイベント活動なども精力的に行っており、2009年8月31日に初音ミク発売2周年を記念して行われた「ミクフェス '09（夏）」では初音ミクで作成した曲をバックにパンツ一枚で裸踊りを見せるというステージパフォーマンスで大きな反響を呼んだ。2011年4月9日には、4月9日を「死球の日」と称し、ライブイベント「デPフェス!」を自らの主催で開催した。
2013年8月には、自身の楽曲を楽曲の数々をモチーフとして取り込んだ小説『俺のボカロが妹になりたそうにこちらを見ている』を発売し、小説家としてもデビューした。

## 楽曲の権利
デッドボールPは商業デビュー後もしばらくは、日本音楽著作権協会（JASRAC）等の著作権管理事業者への楽曲の信託を行っていなかった。これは、デッドボールPだけでなく、VOCALOIDを用いた曲のジャンル全体の状況によるもので、インターネットでの曲の自由な利用で人気が広まることによって流行が成り立った事情から、そういった自由な利用を妨げる恐れのある管理事業者への信託という行為に対しジャンル全体として拒否感があったこと、金儲けそのものを嫌う風土があったこと等が影響していた。しかし、そのためこのジャンルでは、発表した曲がカラオケで流行しても、カラオケ店からの利用料の徴収がJASRAC以外には出来ないことから、作詞作曲者が著作権収入を得られないという状態が続いていた。そうした中、デッドボールPは、2010年の夏に行われた著作権信託の仕組みなどを解説するインターネット生放送にJASRACの理事長らとともに出演、この放送はJASRACへの不信感の強かったジャンルの流れを変え、楽曲の利用形態ごとの「支分権」に分けてJASRACへ信託する部分信託の仕組みの導入に道を開いたとされる。音楽出版社を通して曲の権利を信託する場合は、曲ごと、支分権ごとに信託する範囲を調整することが出来る。デッドボールPは自ら音楽出版社と交渉し、「演奏」「貸与」「放送」「通信カラオケ」を信託する一方、インターネットでの利用にかかわる「インタラクティブ配信」は信託しないという形を示した。デッドボールPがこのような枠組み作りに積極的に取り組んだのは、学生時代に活動していたインディーズレーベルで自分の楽曲を他人名義にされたり、二束三文で買い取られたりといった経験を繰り返したことから、「アマチュアであっても権利はしっかり守るべきだ」という意識が強かったことがあるという。
こうした取り組みの影響もあり、2010年末には、エクシング・ミュージックエンタテイメントやクリプトン・フューチャー・メディアなど、同様の部分信託の方法で曲の権利を扱う音楽出版事業を行う事業者も現れるようになった。ただ、デッドボールPはこうした仕組みはまだ不十分と見ており、2011年の朝日新聞のインタビューに「小規模な個人だけでなく、大規模な法人も音楽の二次利用をしている。前者からはお金を取らず、後者からは集められるような仕組みがあるといい。そうすることで個人（創作者）の層が厚くなっていくと思う」と答えている。

## 商業作品
- EXIT TUNESから発売された作品の販売元は全てポニーキャニオン。

### アルバム
- 『EXIT TUNES PRESENTS THE VERY BEST OF デッドボールP loves 初音ミク』（EXIT TUNES、2009年5月20日発売）
  - 近松門左衛門作の曾根崎心中を元にした曲「曾根崎心中」については作詞者として近松門左衛門の名前がクレジットされているが、その他の曲は全てデッドボールPの作詞作曲となっている。ジャケットイラストは空木あんぐが担当し、初音ミクとデッドボールPの擬人化キャラクター「デPたん」のイラストが描かれている。2009年6月1日付オリコン週間アルバムランキングにて18位にランクイン。

  1. 私は人間じゃないから。 / デッドボールP loves 初音ミク
  2. 曾根崎心中 / デッドボールP loves 初音ミク + 鏡音リン
  3. 既成事実 / デッドボールP loves 初音ミク
  4. 牛乳飲め！ / デッドボールP loves 初音ミク
  5. 木枯らしの朝 / デッドボールP loves 初音ミク
  6. Japanese Ninja No.1 / デッドボールP loves 巡音ルカ
  7. シュークリームのうた / デッドボールP loves 初音ミク
  8. 椿の花 / デッドボールP loves 初音ミク
  9. 続・既成事実 / デッドボールP loves 初音ミク
  10. Wash My Blood / デッドボールP loves 巡音ルカ
  11. いつしか、必ず。 / デッドボールP loves 初音ミク+鏡音リン
  12. 1LDK / デッドボールP loves 初音ミク+鏡音リン
  13. マンドラゴラ / デッドボールP loves 初音ミク
  14. 金の聖夜霜雪に朽ちて / デッドボールP loves 初音ミク
  15. 真・既成事実 / デッドボールP loves 初音ミク
  16. 永久に続く五線譜 / デッドボールP loves 初音ミク

- 『股関節脱臼』（EXIT TUNES、2014年7月2日発売）
  - ニコニコ動画で発表された曲のほか、書下ろし曲を11曲収録している[18]。アルバムの名義は「デッドボールＰ loves 初音ミク」。ジャケットイラストはHisasiが担当し、初音ミクとデPたんのイラストが描かれている。

  1. LOVEDOLL OF NOBODY
  2. tintin-bra-bra
  3. 筆おろし
  4. パンはパンでも
  5. ゲダツセンセイション
  6. 霊験あらたか珍宝寺
  7. 清姫道成寺
  8. いろんなうんち
  9. クリスマスツリーを切り倒せ！
  10. ○んこマン
  11. とある娼婦の恋
  12. キンターマー
  13. 100%
  14. sextillion
  15. 多分、ネッシー
  16. 猿の入った温泉はとてもヤバい
  17. 人の命は平等じゃない
  18. 海はもっとヤバい
  19. ホルマリンの海
  20. パンツパンストタイツ
  21. 千夜一夜千日手
  22. chondroitin
  23. クリスマスヒトリボッチ
  24. 乳首から毛が生えてきた
  25. 脱げばいいってモンじゃない！
  26. ふぅ、ありがと！ペコリ♪のうた

### 配信
初音ミクなどの発売元のクリプトン・フューチャー・メディアの直営のレーベル「KarenT」より発売されているネット配信のアルバム。
- 『Dead Ball Project vol.1』（KarenT、2012年1月6日発売）
  1. 私は人間じゃないから。（loves. 初音ミク）
  2. 永久に続く五線譜（loves. 初音ミク）
  3. 木枯らしの朝（loves. 初音ミク）
  4. 牛乳飲め！（loves. 初音ミク）
  5. ベジタリアン（loves. 初音ミク）
  6. /hidden (loves. 初音ミク）
  7. シュークリームのうた (loves. 初音ミク）
  8. 既成事実 (loves. 初音ミク）
  9. 続・既成事実 (loves. 初音ミク）
  10. 金の聖夜霜雪に朽ちて (loves. 初音ミク）
- 『Dead Ball Project vol.2』（KarenT、2012年1月18日発売）
  1. 椿の花（loves. 初音ミク）
  2. 曾根崎心中（loves. 初音ミク&鏡音リン）
  3. １ＬＤＫ（loves. 初音ミク&鏡音リン）
  4. いつしか、必ず。（loves. 初音ミク&鏡音リン）
  5. 画面の向こうのあなた（loves. 初音ミク&亞北ネル）
  6. 二次元に咲く花（loves. 初音ミク）
  7. 拝啓 お姉様（loves. 初音ミク&鏡音リン）
  8. とある娼婦の恋（loves. 初音ミク&鏡音リン）
  9. 真・既成事実（loves. 初音ミク）
- 『Dead Ball Project vol.3』（KarenT、2012年1月18日発売）
  1. Japanese Ninja No.1（loves. 巡音ルカ）
  2. Wash My Blood（loves. 巡音ルカ）
  3. 多分、ネッシー（loves. 初音ミク）
  4. Se:MIKUS（loves. 初音ミク）
  5. 筆おろし（loves. 初音ミク）
  6. マンドラゴラ（loves. 初音ミク）
  7. 白夜のイヴを越えて（loves. 初音ミク）
  8. カエルウタ　-Miku ver.-（loves. 初音ミク）
  9. のらみく。（loves. 初音ミク）
  10. PERFECT CLOSER（loves. 初音ミク）
  11. TERMINATION SAPPORO（loves. 初音ミク&鏡音リン&巡音ルカ）
  12. 電撃処女なのかもね！　-Miku ver.-（loves. 初音ミク）
- 『Dead Ball Project vol.4』（KarenT、2012年1月18日発売）
  1. 脱げばいいってモンじゃない！（loves. 初音ミク）
  2. 千夜一夜千日手（loves. 初音ミク）
  3. 壷カルビ（loves. 初音ミク）
  4. chondroitin（loves. 初音ミク）
  5. サクラチレ（loves. 初音ミク）
  6. 幸運のツボ（loves. 初音ミク）
  7. たたかえ！ゴーストライター（loves. 巡音ルカ）
  8. 機械仕掛けのサンタクロース（loves. 初音ミク）
  9. 100%（loves. 初音ミク）
- 『Dead Ball Project vol.5』（KarenT、2012年1月18日発売）
  1. 秋の夜長にワガママを（loves. 初音ミク）
  2. クリスマスツリーを切り倒せ！（oves. 初音ミク）
  3. 暇は人を殺せるか（loves. 初音ミク）
  4. リバースゲーム（loves. 初音ミク）
  5. 霊験あらたか珍宝寺（feat. がくっぽいど）
  6. Electrical Zombies（loves. 巡音ルカ）
  7. 人形と左目（loves. 初音ミク）
  8. 恋をしたい、もう一度（loves. メグッポイド）
  9. ゲゼルシャフト（loves. 初音ミク）
  10. ４８（loves. 初音ミク）
  11. タイフーンガール -Miku ver.-（loves. 初音ミク）
  12. 月の裏側のお姫様 -Len ver.-（feat. 鏡音レン）

### 小説
- 『俺のボカロが妹になりたそうにこちらを見ている』（2013年8月11日発売、ISBN 978-4758044707）

### 楽曲提供・参加作品

#### ゲーム
- 『英雄伝説 空の軌跡SC』（日本ファルコム、Windows、2006年3月9日発売）※「竹下遼」名義
- 『イース・オリジン』（日本ファルコム、Windows、2006年12月21日発売）※「竹下遼」名義
- 『英雄伝説 空の軌跡 the 3rd』（日本ファルコム、Windows、2007年6月28日発売）※「竹下遼」名義
- 『初音ミク -Project DIVA-』（セガ、PSP、2009年7月2日発売）
  - ゲーム内に使用する楽曲として「金の聖夜霜雪に朽ちて」を提供、「Dear cocoa girls」にマニピュレーターとして参加。
- 『イースSEVEN』（日本ファルコム、PSP、2009年9月17日発売）※ファルコム在籍当時の未使用曲を採用
- 『英雄伝説 碧の軌跡』（日本ファルコム、PSP、2011年9月29日発売）※ファルコム在籍当時の未使用曲を採用
- 『初音ミク -Project DIVA- extend』（セガ、2011年11月10日発売）
  - ゲーム内に使用される楽曲として「金の聖夜霜雪に朽ちて」を提供。
- 『那由多の軌跡』（日本ファルコム、PSP、2012年7月26日発売）※ファルコム在籍当時の未使用曲を採用
- 『東亰ザナドゥ』（日本ファルコム、PSVita、2015年10月30日発売）※ファルコム在籍当時の未使用曲を採用
- 『アズールレーン』（マンジュウ＆ヨンシー制作、iOS・Android、2017年5月25日配信）[19]
- 『ネコ神さまと、ななつぼし -妹の姉-』(アダルトゲーム、2019年1月25日発売)[20]）楽曲提供

#### CD
- 『ピコ萌え！Future8bitシリーズ3 8bitで未来旅行』（ハッチ・エンタテインメント、2008年11月27日発売）
  - アニメの主題歌をファミコン風の音でカバーしたアルバム。アレンジャーの一人として参加。
- 『EXIT TUNES PRESENTS Vocarhythm feat.初音ミク』（EXIT TUNES、2009年3月4日発売）
  - 初音ミクを用いた楽曲を収録したコンピレーション・アルバム。「永久に続く五線譜」を提供。
- 『初音ミク －Project DIVA－ Original Song Collection』（ランティス、2009年7月22日発売）
  - 初音ミクを主役とするゲームソフト初音ミク -Project DIVA-のサウンドトラックアルバム。収録曲「Dear cocoa girls」 のマニピュレーターとして参加。
- 『EXIT TUNES PRESENTS STARDOM 2』（EXIT TUNES、2009年8月19日発売）
  - 動画サイトで人気の楽曲を収録したコンピレーション・アルバム。「筆おろし」を提供。
- 『初音ミク ベスト〜impacts〜』（ドワンゴ・エージー・エンタテインメント、2009年8月26日発売）
  - 初音ミク発売2周年を記念したベストアルバム。「outro ～ふぅ、アリガト！ぺこり♪～」の初音ミクを用いた言葉の読み上げを担当。
- 『EXIT TUNES PRESENTS 神曲を歌ってみた』（EXIT TUNES、2009年10月7日発売）
  - ネット上で人気の歌い手たちによる楽曲を収録したコンピレーション・アルバム。「Wash My Blood」を提供。歌い手はPAGECO。
- 『EXIT TRANCE BEST #10 ～Premium BEST～』（EXIT TUNES、2009年11月18日発売）
  - EXIT TUNESのベストアルバム。「永久に続く五線譜」を提供。
- 『EXIT TUNES PRESENTS Supernova』（EXIT TUNES、2009年12月2日発売） 
  - ネットで人気のミュージシャンの楽曲を収録したコンピレーション・アルバム。「脱げばいいってモンじゃない！」を提供。
- 『EXIT TUNES PRESENTS THE COMPLETE BEST OF azuma feat.初音ミク』（EXIT TUNES、2009年12月2日発売） 
  - azumaのオリジナルアルバム。収録曲「もーっと！Happy fruit!」に参加。
- 『EXIT TUNES PRESENTS Vocalolegend feat.初音ミク』（EXIT TUNES、2010年1月20日発売）
  - VOCALOIDを用いた楽曲を収録したコンピレーション・アルバム。ゆうゆによるアレンジ曲「SUPER DEADBALL BEAT」を提供。
- 『EXIT TUNES PRESENTS STARDOM 3』（EXIT TUNES、2010年2月3日発売）
  - ネットで人気のミュージシャンの楽曲を収録したコンピレーション・アルバム。「千夜一夜千日手」を提供。デPたん名義の楽曲「デPたん愛のテーマ -Full ver.-」も収録されている。初回限定盤はデPたんフィギュア付。
- 『EXIT TUNES PRESENTS Supernova 2』（EXIT TUNES、2010年3月3日発売）
  - ネットで人気のミュージシャンの楽曲を収録したコンピレーション・アルバム。「幸運のツボ」を提供。
- 『ニコニコオムニバスツアー ～歌ってみた全国ツアー～』（ビクターエンタテインメント、2010年3月31日発売）
  - ニコニコ動画で人気の歌い手によるコンピレーション・アルバム。「曾根崎心中」を提供。歌い手はセミーキラー（蝉丸P+キラー）。
- 『EXIT TUNES PRESENTS SUPER PRODUCERS BEAT MIXED BY Ryu☆』（EXIT TUNES、2010年4月7日発売）
  - Ryu☆（中原龍太郎）によるリミックスアルバム。「永久に続く五線譜」、「Wash My Blood」を提供。
- 『なないろ』（SMD、2010年5月19日発売） 
  - 茶太のオリジナルアルバム。収録曲「新宿迷図」の作曲を担当。
- 『EXIT TUNES PRESENTS Supernova 3』（EXIT TUNES、2010年7月7日発売）
  - ネットで人気のミュージシャンの楽曲を収録したコンピレーション・アルバム。「100%」を提供。
- 『EXIT TUNES PRESENTS Vocaloanthems feat.初音ミク』（EXIT TUNES、2010年9月15日発売）
  - VOCALOIDを用いた楽曲を収録したコンピレーション・アルバム。cosMo@暴走Pとの合作による「ひとりかくれんぼ」を提供。
- 『初音ミクsingsハルメンズ』（ビクターエンタテインメント、2010年10月20日発売）
  - 初音ミクによるハルメンズのカバーアルバム。「暗いところへ」、「私ヤヨ」を担当。
- 『EXIT TUNES PRESENTS Supernova 4』（EXIT TUNES、2010年12月15日発売）
  - ネットで人気のミュージシャンの楽曲を収録したコンピレーション・アルバム。「秋の夜長にワガママを」を提供。
- 『ニコニコ東方見聞録 原曲集』（BinaryMixx Records、2011年1月5日発売）
  - ミュージカル「ニコニコ東方見聞録」へ提供した楽曲の原曲を収録したコンピレーション・アルバム。「曾根崎心中」を収録。
- 『EXIT TUNES PRESENTS GUMism from Megpoid』（EXIT TUNES、2011年3月16日発売）
  - Megpoidを用いた楽曲を集めたコンピレーション・アルバム。「恋をしたい、もう一度」を提供。
- 『EXIT TUNES PRESENTS 煌百花繚乱舞踏会 feat. 神威がくぽ from がくっぽいど』（EXIT TUNES、2011年4月20日発売） 
  - がくっぽいどを用いた曲を収録したコンピレーション・アルバム。「霊験あらたか珍宝寺」を提供。
- 『「ニコニコ東方見聞録」歌ってみた 〜キャストボーカル集〜』（BinaryMixx Records、2011年4月27日発売）
  - ミュージカル「ニコニコ東方見聞録」へ提供した楽曲を収録したコンピレーション・アルバム。「曾根崎心中」を収録。歌い手は野宮あゆみ。
- 『戦国BAND 伊達政宗編』（フロンティアワークス、2011年4月27日発売）
  - 戦国武将をイメージした楽曲を収録したアルバム。「奥州 BIG BANG」の作詞作曲を担当。
- 『EXIT TUNES PRESENTS Supernova 5』（EXIT TUNES、2011年4月29日発売）
  - ネットで人気のミュージシャンの楽曲を収録したコンピレーション・アルバム。「リバースゲーム」を提供。
- 『EXIT TUNES PRESENTS イケメンボイスパラダイス 3』（EXIT TUNES、2011年6月15日発売） 
  - ネット上で人気の歌い手たちによる楽曲を収録したコンピレーション・アルバム。「椿の花」を提供。歌い手は赤飯。
- 『EXIT TUNES PRESENTS SEKIHAN the GOLD』（EXIT TUNES、2011年8月3日発売） 
  - 赤飯のアルバム。「永久に続く五線譜」を提供。
- 『キミリフレクション』（ティームエンタテインメント、2011年8月31日発売）
  - PointFive(.5)のシングル。「キミリフレクション」の作曲、編曲を担当。
- 『EXIT TUNES PRESENTS Supernova 6』（EXIT TUNES、2011年9月21日発売）
  - ネットで人気のミュージシャンの楽曲を収録したコンピレーション・アルバム。「Electrical Zombies」を提供。
- 『ドウシンエン』（ティームエンタテインメント、2011年10月21日発売） 
  - PointFive(.5)のアルバム。「キミリフレクション」の作曲、編曲を担当。
- 「永久のキズナ　feat. Another Infinity」（ポニーキャニオン、2011年10月21日発売） 
  - Daisy×Daisyのシングルのシングル。「名前を付けて保存」の作詞、作曲を担当。
- 『戦国BAND 真田幸村編』（フロンティアワークス、2011年10月26日発売） 
  - 戦国武将をイメージした楽曲を収録したアルバム。「みんなで仲良く忍びましょ!」の作詞作曲を担当。
- 『初音ミク-Project DIVA- extend Complete Collection』（ソニー・ミュージックダイレクト、2011年11月9日発売）
  - ゲームソフト『初音ミク -Project DIVA- extend』の公式コンピレーションアルバム。ゲームに提供した「金の聖夜霜雪に朽ちて」を収録。
- 『Cafe SQ』（スクウェア・エニックス、2011年11月23日発売）
  - スクウェア・エニックスのゲームBGMのアレンジコンピレーションアルバム。「マトーヤの洞窟（ファイナルファンタジー）」のアレンジを担当。
- 『ボカロダンス〜ベスト・アゲ！トラックス〜feat.初音ミク』（EMIミュージックジャパン、2012年2月29日発売） 
  - VOCALOIDによるダンス系の楽曲を収録したコンピレーション・アルバム。「Japanese Ninja No.1」を提供。
- 『Stand by ×××』（ティームエンタテインメント、2012年3月14日発売） 
  - あさまっくのアルバム。作曲、編曲を担当した「キミリフレクション」を収録。
- 『EXIT TUNES PRESENTS Supernova 7』（EXIT TUNES、2012年4月18日発売）
  - ネットで人気のミュージシャンの楽曲を収録したコンピレーション・アルバム。「午前2時の記憶喪失」を提供。
- 『EXIT TUNES PRESENTS SEKIHAN the GOLD』（EXIT TUNES、2012年4月18日発売） 
  - 赤飯のアルバム。「パンチラドランカー」の作曲を担当。
- 『EXIT TUNES PRESENTS Supernova 8』（EXIT TUNES、2012年10月3日発売）
  - ネットで人気のミュージシャンの楽曲を収録したコンピレーション・アルバム。「レインコートの少年」を提供。
- 『幕末BAND 新選組 土方歳三編』（フロンティアワークス、2012年10月24日発売） 
  - 新選組の隊士をイメージした楽曲を収録したアルバム。「ハラキリジャスティス」の作詞作曲を担当。
- 『EXIT TUNES PRESENTS Storytellers RPG』（EXIT TUNES、2012年11月7日発売） 
  - RPGをコンセプトにしたテーマの楽曲を収録したコンセプト・コンピレーション・アルバム。ラスボスをテーマとした「Svartalfheim」を提供。
- 『Noel-Loid2』（U-Rythmix records、2012年12月21日発売） 
  - VOCALOIDを用いたクリスマス曲を収録したコンピレーション・アルバム。「機械仕掛けのサンタクロース」を提供。
- 『せーのっ!』（EXIT TUNES、2013年4月17日発売） 
  - テレビアニメゆゆ式のオープニングテーマソングCDで「せーのっ!」のデッドボールPによるアレンジバージョンを収録。
- 『EXIT TUNES ACADEMY BEST』（EXIT TUNES、2013年5月1日発売） 
  - ライブイベント「EXIT TUNES ACADEMY“ETA”」出演者の楽曲を収録したベストアルバム。「パンチラドランカー」を提供。歌い手は赤飯。
- 『EXIT TUNES PRESENTS Vocaloextra feat. GUMI、IA、MAYU』（EXIT TUNES、2013年6月5日発売） 
  - VOCALOIDのGUMI(Megpoid)、IA、MAYUを用いた楽曲を収録したコンピレーション・アルバム。「エロゲーみたいな恋がしたい!」を提供。
- 『EXIT TUNES PRESENTS フリーバム〜フリーダムに歌ってみた〜』（EXIT TUNES、2013年6月19日発売） 
  - ＿＿(アンダーバー)のアルバム。「アンダバダバダー星人VSおっぱい星人」の作詞作曲を担当。
- 『TVアニメ「ゆゆ式」キャラクターソングアルバム いちげんめ！』（EXIT TUNES、2013年7月17日発売） 
  - テレビアニメゆゆ式のキャラクターソングアルバム。「見上げてみれば」の作詞作曲を担当。
- 『EXIT TUNES PRESENTS GUMity from Megpoid』（EXIT TUNES、2013年8月7日発売） 
  - GUMI(Megpoidを用いた楽曲を収録したコンピレーション・アルバム。「Beside & Besides」を提供。
- 『recognize』（EXIT TUNES、2013年9月18日発売） 
  - recogのアルバム。「Japanese Ninja No.1」を提供。
- 『EXIT TUNES PRESENTS Vocaloexist feat. GUMI、IA、MAYU』（EXIT TUNES、2013年10月2日発売） 
  - GUMI(Megpoid)、IA、MAYUを用いた楽曲を収録したコンピレーション・アルバム。「たりらりらー」を提供。
- 『オカルトメイデン キャラクターソング・アルバム』（EXIT TUNES、2013年12月18日発売） 
  - ゲーム「オカルトメイデン」のキャラクターソングアルバム。「.絶対確実見敵必殺勧善懲悪月下美人」の作詞作曲を担当。
- 『EXIT TUNES ACADEMY BEST 3』（EXIT TUNES、2014年1月1日発売） 
  - EXIT TUNES発売の楽曲を収録したベストアルバム。「Japanese Ninja No.1」を提供。歌い手はrecog。
- 『EXIT TUNES PRESENTS Vocalofanatic feat. GUMI、IA、MAYU』（EXIT TUNES、2014年2月5日発売） 
  - GUMI(Megpoid)、IA、MAYUを用いた楽曲を収録したコンピレーション・アルバム。「谷間が気になる11歳」を提供。
- 『夜更けにレコグと宙に舞う』（EXIT TUNES、2014年4月5日発売） 
  - recogのアルバム。「イケメン歌い手スペキュレーション」の作詞作曲を担当。

## デPたん
デPたんは、デッドボールPの擬人化キャラクター。アルバム『EXIT TUNES PRESENTS THE VERY BEST OF デッドボールP loves 初音ミク』のジャケットに描かれ、2010年2月に発売されたコンピレーション・アルバム『EXIT TUNES PRESENTS STARDOM 3』の初回限定盤にはデPたんのフィギュアが付属している。「 あたしデPたん。あんた誰？」が口癖のツンデレキャラクターとされる。